# Тачка (геометрија)
Тачка је један од основних појмова геометрије којим се означава бесконачно мали објекат без дужине или запремине. Да би се тачка дефинисала, потребно је знати само њено место у простору, а она сама се сматра основним елементом од кога је простор сачињен. Представља место пресека било које две линије у равни.Праве и дужи су непрекидни скупови тачака (сходно томе, место где се секу две праве је тачка), раван непрекидан скуп правих итд. По конвенцији, имена тачака су велика слова латинице, а на цртежима се обележавају малим круговима поред којих се ова имена уписују.
Прецизније, у Еуклидској геометрији, тачка је примитивни појам на којем је изграђена геометрија, што значи да тачка не може бити дефинисана у смислу претходно дефинисаних објеката. Односно, тачку дефинишу само нека својства, која се називају аксиомима, и која она мора да задовољи. Конкретно, геометријске тачке немају ниједну дужину, површину, запремину или било који други димензиони атрибут. Уобичајено тумачење је да концепт тачке треба да обухвати појам јединствене локације у Еуклидском простору.

## Тачке у Еуклидовој геометрији
Тачка у еуклидовој геометрији нема величину, правац, смер, нити било коју другу особину сем положаја. На почетку I књиге Еуклидових Елемената стоје следеће дефиниције:
Дефиниција 1Тачка је оно што нема делова.
Дефиниција 3Крајеви линије су тачке.
У тражењу примата линије и тачке, Еуклид наводи да је тачка основна, а линија је оно што садржи тачке, док Аристотел радије узима линију за основу, а тачка је оно што је на крајевима линије.
Међутим постоје различити преводи и интерпретације Еуклидове дефиниције, међу којима и следеће:
„Тачка је оно што нема пружање“ као најбољи превод, али недовољно јасан данашњем читаоцу оригиналне реченице
ά Σημετόν έστιν, οϋ μέρος ούθέν
Дефиниција „Тачка је оно што нема меру“ не би била добра јер тачка има свој положај, а то јесте некаква мера дужине (удаљеност од неке референтне тачке).
У данашњем језику је најприсутнија и терминологији најближа следећа дефиниција, у смислу интерпретације Еуклида
„Тачка је оно што нема димензије“.
Тачке, посматране у оквиру Еуклидске геометрије, су један од најтемељнијих објеката. Еуклид је првобитно дефинисао тачке као „оно што нема дела”. У дводимензионалном Еуклидском простору, тачка је представљена уређеним паром (x, y) бројева, где први број конвенционално представља хоризонталу и често се означава x, а други број конвенционално представља вертикалу и често се означава y. Ова идеја је лако генерализована за тродимензионални Еуклидски простор, где је тачка представљена као уређена тројка (x, y, z) са додатним трећим бројем који означава дубину и често се означава z. Даљне генерализације су представљене као уређени туплет n услова, (a1, a2, … , an), где је n димензија простора у којем се тачка налази.
Многе конструкције унутар еуклидске геометрије састоје се од неограничене колекције тачака које су у складу са одређеним аксиомима. То се обично представља скупом тачака; Као пример, линија је неограничен скуп тачака облика {\displaystyle \scriptstyle {L=\lbrace (a_{1},a_{2},...a_{n})|a_{1}c_{1}+a_{2}c_{2}+...a_{n}c_{n}=d\rbrace }}, где су c1 кроз cn и d константе и n је димензија простора. Сличне конструкције постоје које дефинишу раван, линијски сегмент и остале сличне концепте. Успут, дегенерисани линијски сегмент се састоји од једне тачке.
У додатку са дефинисањем тачака и облика везаних за тачке, Еуклид је такође узео као истинито кључну идеју о тачкама; тврдио је да било које две тачке могу бити повезане правцем. Ово се лако потврђује под модерном експанзијом Еуклидске геометрије, те има трајне последице на свом представљању, допуштајући конструкцију скоро свих геометријских концепата времена. Ипак, Еуклидови постулати тачака нису ни комплетни нити дефинитивни, јер је повремено претпостављао чињенице о тачкама које нису следиле директно из његових аксиома, попут редања тачака на линију или постојање посебних тачака. Упркос томе, модерне експанзије система служе за уклањање ових претпоставки.

## Димензија тачке
Постоји неколико нееквивалентних дефиниција димензије у математици. У свим општим дефиницијама, тачка је 0-димензионална.

### Тачке у Картезијанској геометрији
Локација тачке у простору може бити описана са три реална броја који представљају координате у тродимензионалном простору. На пример:
P = (2,6,9).
На овај начин тачка се може описати и у вишедимензионалном простору. Опис тачке је сличан опису вектора који такође може да постоји у вишедимензионалном простору. Разлика између вектора и тачке је у томе што вектор има и правац и дужину, зато се подразумева да је почетна тачка вектора (0,0,0).

### Тачка у простору димензије 2 или веће
Свака тачка која припада простору димензије n се да представити са једном уређеном n-торком скалара, који припадају пољу скалара над којим је изграђен простор а представљају њене координате у том простору. Тако би на пример тачка P из  била представљена као  при чему су  из E, i=1,..,n.

#### Растојање између две тачке
Растојање између две тачке из простора  се у еуклидовој геометрији дефинише као збир квадрата разлика њихових координата. На пример:

{\displaystyle A=(A_{1},\dots ,A_{n}),B=(B_{1},\dots ,B_{n})\in E^{n}}
{\displaystyle d(A,B)={\sqrt {\sum _{k=1}^{n}{(A_{i}-B_{i})}^{2}}}={\sqrt {(A_{1}-B_{1})^{2}+\dots +(A_{n}-B_{n})^{2}}}}

### Димензија векторског простора
Димензија векторског простора је максимална величина линеарно независног подскупа. У векторском простору који се састоји од једне тачке (која не смије бити нулти вектор 0), не постоји линеарно независан подскуп. Нулти вектор није по себи линеарно независан, јер постоји нетривијална линеарна комбинација која га чини нулом: {\displaystyle 1\cdot \mathbf {0} =\mathbf {0} }.

### Тополошка димензија
Тополошка димензија тополошког простора X је дефинисана да буде минималне вредности n, таква да је сваки ограничени отворени интервал {\displaystyle {\mathcal {A}}} од X признаје ограничен отворени интервал {\displaystyle {\mathcal {B}}} од X који рафинира {\displaystyle {\mathcal {A}}} у којем се тачка не налази у више од n+1 елемената. Ако такав најмањи n не постоји, за простор се каже да је од бесконачно-покривене димензије.
Тачка је нулте димензије са поштовањем покривености димензије, јер сваки отворени интервал простора има рафинирање које се састоји од једног отвореног скупа.

### Хаусдорфова димензија
Нека је X метрички простор. Ако је S ⊂ X и d ∈ [0, ∞), д-димензионални Хаусдорфов садржај од S је инфимум скупа бројева за δ ≥ 0 таквих да постоји нека (индексирана) колекција лоптица {\displaystyle \{B(x_{i},r_{i}):i\in I\}} које покривају S са  за сваки i ∈ I који задовољава {\displaystyle \sum _{i\in I}r_{i}^{d}<\delta }.
Хаусдорфова димензија X је дефинисана са
{\displaystyle \operatorname {dim} _{\operatorname {H} }(X):=\inf\{d\geq 0:C_{H}^{d}(X)=0\}.}
Тачка има Хаусдорфову димензију 0, јер може бити покривена само једном лоптом произвољно малог радијуса.

## Геометрија без тачака
Иако је идеја тачке генерално сматрана темељем у стандардној геометрији и топологији, постоје неки системи који су је заборавили, нпр. некомутативна геометрија и топологија без тачке. Бесмислени и без-тачке простор није дефинисан као скуп, него преко неке структуре (алгебарске или логичне респективно), што изгледа као добро позната функција простора у скупу: алгебра непрекидних функција или алгебра скупова респективно. Прецизније, такве структуре генерализују добро познате просторе функција у смислу да операција „узима вредност на овој тачки” може да не буде дефинисана. Даља традиција почиње из неких књига аутора А. Н. Вајтхед у којима је појам регије претпостављен као примитив заједно са оним из инклузије или конекције.

## Маса тачака и Диракова делта функција
Често у физици и математици, корисно је замишљати као да има ненулту масу или набој (ово је посебно често у електромагнетизму, где су електрони идеализовани као тачке са ненултим набојем). Диракова делта функција, или δ функција, јесте (неформално) генерализована функција реалне бројне линије која је нула свуда осим у нули, са интегралом једног на целој реалној линији. Делта функција се понекад сматра као бесконачно висока, бесконачно танак шпиц на извору, са укупном површином један испод шпица, те физикално представља идеализирану тачкасту масу или тачкасти набој. Први пут је објављена од стране теоретског физичара Пола Дирака. У контексту обраде сигнала често се означава као јединични импулсни симбол (или функција). Њен дискретни аналог је Кронекер делта функција која се често дефинише на ограниченом домену и узима вредности 0 и 1.